# Enrique B. Magalona
Enrique B. Magalona est une localité de la province du Negros occidental, aux Philippines. En 2015, elle compte 62 921 habitants.